# Маркевич, Аполлон Григорьевич
Аполлон Григорьевич Маркевич (1800—1862) — генерал-майор артиллерии русской императорской армии. 
Родился 25 мая (6 июня) 1800 года.
Был награждён 3 декабря 1839 года орденом Св. Георгия 4-й степени.
В начале 1862 года вышел в отставку с производством в генерал-майоры.
Умер 3 (15) марта 1862 года. Похоронен на Волковом православном кладбище.
Ему принадлежал в Санкт-Петербурге четырёхэтажный дом на углу Лиговского и Невского проспектов, построенный в 1834 году по проекту архитектора А. С. Андреева. Его дети: Анна (?—1893), Мария (?—1886), Владимир (1846—1855), Николай.